# Valga (Pontevedra)
Valga ist eine galicische Gemeinde in der Provinz Pontevedra im Nordwesten Spaniens mit 5.671 Einwohnern (Stand: 2024).

## Geografie
Der Ort liegt am linken Ufer des Unterlaufs des Flusses Ulla und wird von der Autobahn AP-9, der Eisenbahnlinie von Vigo nach La Coruña, der N-550 von La Coruña nach Pontevedra und der C-550 von Finisterre nach Tuy durchquert.
Der nördliche Teil wird von dem breiten Tal des Flusses Ulla eingenommen, in dem der Fluss Louro und der Fluss Valga während eines Teils seines Laufs parallel fließen. Im Süden befinden sich zwei Berge, der Monte Xiabre und der Monte Xesteiras. Die Straßen verlaufen in der von diesen beiden Ausläufern gebildeten Senke.

## Bevölkerungsentwicklung der Gemeinde
Legende: Puentecesures + Valga___Valga

## Gemeindegliederung
Die Gemeinde Valga ist in fünf Parroquias gegliedert:
| Parroquias | Patrozinium    | Einwohner 2024 | Fläche km² | Dichte Einw./km² | Höhe msnm | Ortskennzahl |
| ---------- | -------------- | -------------- | ---------- | ---------------- | --------- | ------------ |
| Campaña    | Santa Cristina | 915            | 2,93       | 312              | 2         | 36056010000  |
| Cordeiro   | Santa Comba    | 2.036          | 10,08      | 202              | 65        | 36056020000  |
| Setecoros  | San Salvador   | 683            | 12,14      | 56               | 160       | 36056030000  |
| Valga      | San Miguel     | 1.170          | 11,26      | 104              | 37        | 36056040000  |
| Xanza      | Santa María    | 900            | 4,23       | 213              | 49        | 36056050000  |

## Wirtschaft
| Ackerbau, Viehzucht und Fischerei                                                  | 053   | 02,18  |
| Industrie                                                                          | 0824  | 033,85 |
| Bauwirtschaft                                                                      | 0220  | 09,04  |
| Dienstleistungsbetriebe                                                            | 1.337 | 054,93 |
| Total                                                                              | 2.434 | 100,00 |
| * Daten aus dem Statistischen Amt für Wirtschaftliche Entwicklung in Galicien, IGE |       |        |

## Persönlichkeiten
- La Belle Otéro (1868–1965), Tänzerin und Mätresse